# Estany d'Ivars i Vila-sana
L'estany d'Ivars i Vila-sana és un estany situat entre els termes municipals d'Ivars d'Urgell i de Vila-sana, a la comarca del Pla d'Urgell. Es tracta de l'estany amb major superfície de Catalunya, junt amb el de Banyoles.

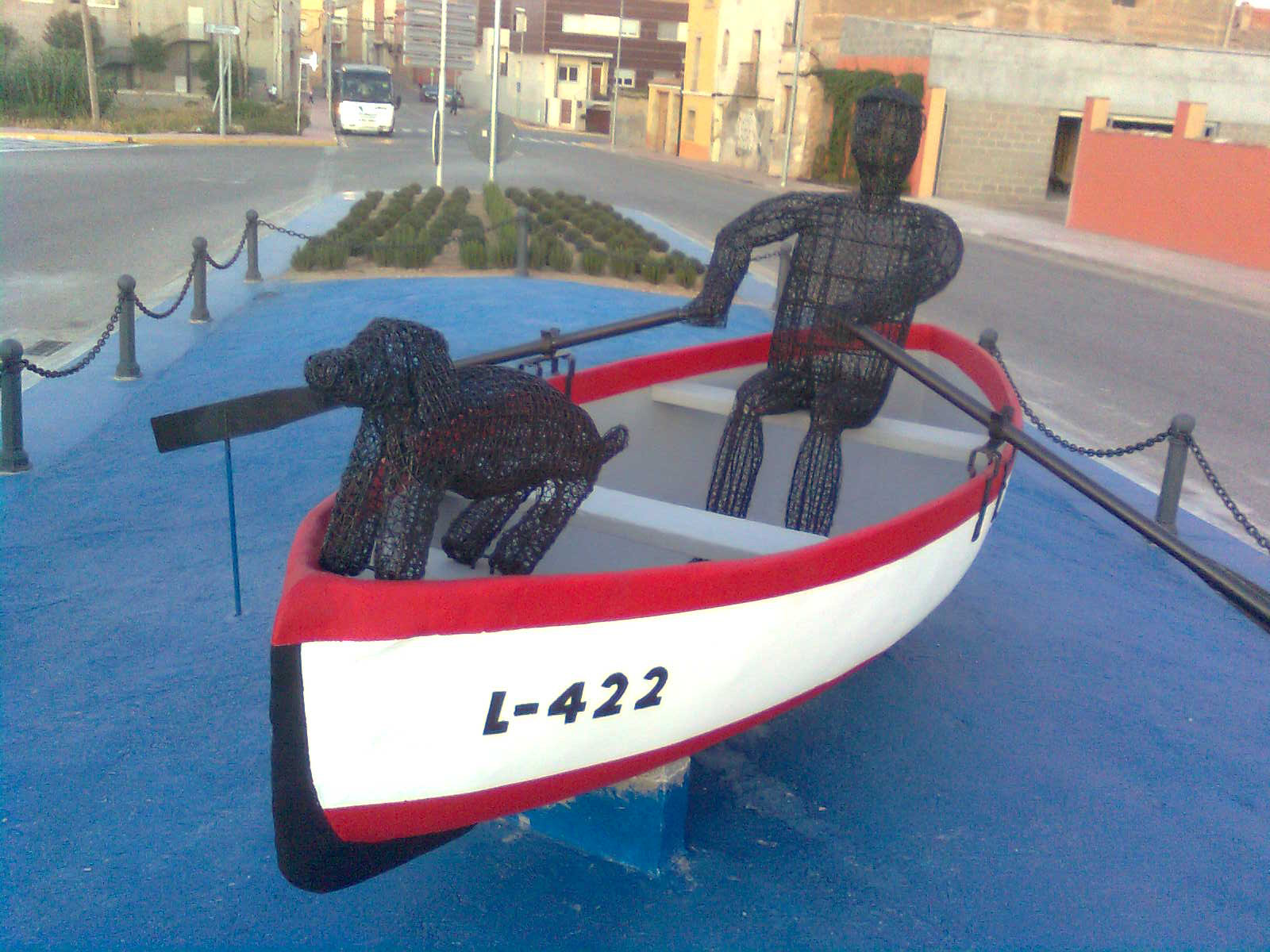
Monument als pescadors ubicat a la veïna població de Vila-sana.

## Situació
L'espai natural està situat íntegrament al Pla d'Urgell i té una superfície total de 156,58 ha: 101,56 ha (64,86%) a Ivars d'Urgell i 55,02 ha (35,14%) a Vila-sana. Climatològicament, l'estany es troba en una àrea de grans oscil·lacions tèrmiques entre l'estiu i l'hivern, amb escasses precipitacions i boires gebradores hivernals. Hidrològicament, és alimentat pel canal d'Urgell i aquesta aigua posteriorment desguassa al riu Corb.

## Història

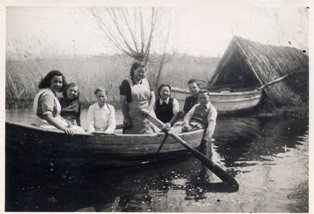
L'Estany d'Ivars i de Vila-sana el 1935

Situat en la conca endorreica (fenomen pel qual la xarxa hidrogràfica d'una regió no desemboca a la mar, sinó que ho fa en depressions interiors on constitueixen estanys i aiguamolls) anomenada estany d'Ivars, llacuna d'Ivars o d'Utxafava, la formació d'aquest estany es remunta milers d'anys enrere i és causat per les condicions geològiques d'aquests terrenys: la presència i aflorament d'aigua en un fons impermeable provocà que la poca aigua que hi arribava s'hi acumulés sense possibilitat de drenatge lateral. Aquest estany era de poca profunditat i d'aigües salobrenques. Alguns estius s'arribava a assecar completament.
Tot això va canviar dràsticament amb la construcció del canal d'Urgell (1861) i la consegüent aportació d'aigües del riu Segre a la Plana d'Urgell, es generalitzà la circulació d'aigües superficials i subterrànies de manera que l'antiga cubeta esdevingué receptora de desguassos de regs de conreu de la mateixa cubeta i d'altres zones circumdants. Aquest fet va comportar un gran augment de l'estany, que es va convertir en un dels més grans de la Catalunya interior amb 135ha de superfície i amb unes dimensions màximes de 2500 metres de llargada, 800 metres d'amplada i una profunditat de 3,8 metres.
L'estany es va convertir en un centre de vida social, econòmica i cultural per als pobles del voltant. La caça hi era molt important, sobretot la d'anàtids. S'hi organitzaven caceres en les quals es podien abatre centenars d'ànecs i fotges en una sola jornada. La pesca també hi era molt abundant, sobretot la de l'anguila, molt apreciada culinàriament. Era molt característica la pesca de l'anguila a Ca l'Aragonès, situat al punt on hi havia la sortida d'aigües de l'estany, ja que per un sistema de reixes se n'hi atrapava gran quantitat.
Històricament la dessecació de les zones humides havia estat molt habitual. Hi va haver un primer intent de dessecació l'any 1914, però no va reeixir perquè el regants de la zona s'hi van oposar. Més endavant la conjuntura històrica i el fet que els promotors del Proyecto de Saneamiento pretenien obtenir més terrenys de conreu va contribuir a la dessecació i desaparició de l'estany l'any 1951, en contra de la voluntat popular.

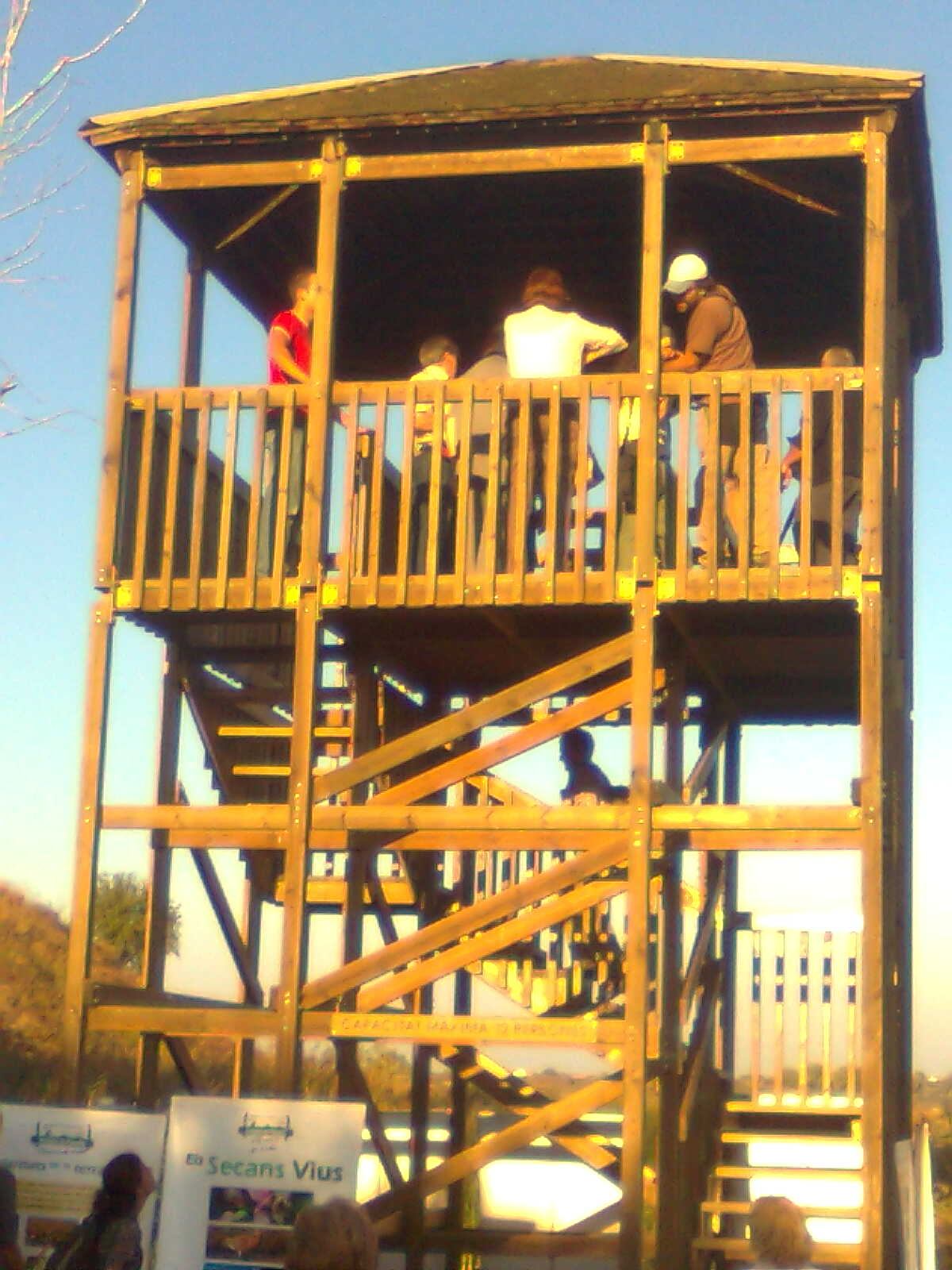
Torre d'observació de fauna i flora a l'estany.

## Recuperació de l'estany

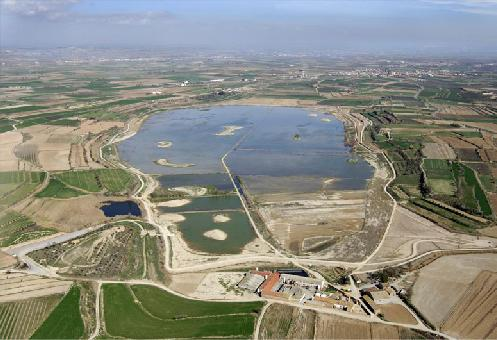
Vista aèria de l'estany durant l'emplenament (novembre de 2007).

L'estany havia restat ben viu a la memòria popular. Això va fer que després de 40 anys es plantegés la possibilitat de tornar a omplir-lo. A principis dels 90, l'ajuntament d'Ivars assumí la voluntat de tirar endavant el procés de recuperació de l'estany. Aquestes primeres iniciatives apareixen ja en la primera edició del Llibre Blanc de la Gestió de la Natura als Països Catalans publicat l'any 1976.
El 19 de febrer de 1993 se signa un protocol de recuperació de l'estany amb els ajuntaments d'Ivars d'Urgell i de Vila-sana, el Consell Comarcal del Pla d'Urgell i la Diputació de Lleida.
El 1995 el Departament de Medi Ambient aprova el Pla especial de protecció del medi natural i del paisatge de l'estany d'Ivars.
El 1996 es redacta el projecte executiu de recuperació i condicions de l'estany.
Finalment l'11 d'octubre de 2002 es constitueix el Consorci de l'Estany d'Ivars i Vila-sana com a òrgan encarregat d'adquirir les finques i portar a terme els treballs necessaris per a la seva recuperació. La seu del consorci es troba en el Consell Comarcal del Pla d'Urgell.
A finals del 2002 i principis de 2003 s'adquireixen les 165 finques necessàries per a la reconstrucció de l'estany, s'actualitza el procés executiu i s'inicien els primers treballs.
Per a la recuperació de l'estany s'han dut a terme diferents treballs: enderroc d'un magatzem agrícola, trasllat d'una línia elèctrica, condicionament de la xarxa de regs i drenatges, moviments de terres per perfilar el perímetre i crear illes, condicionament dels accessos i dels itineraris naturalístics amb miradors, aguaits i embarcadors.
El primer semestre de 2005 es van acabar les obres i treballs de condicionament de la zona lacustre. Posteriorment es va iniciar l'emplenament, que es completà durant el 2009, any en el qual l'estany va rebre 50.000 visitants. Durant el procés d'emplenament i un cop assolit el nivell màxim d'aigua, l'estany i el seu entorn ja ens mostren una sèrie de transformacions ecològiques, amb un increment de la flora i de la fauna i la recuperació d'un paisatge privilegiat. L'any 2010 es va aprovar la pesca controlada de la carpa.

## Característiques

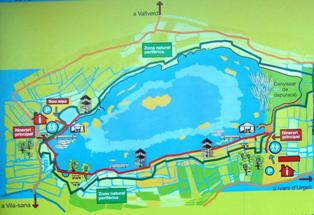
Plànol de l'estany.

L'estany i els seus voltants consten dels següents aspectes:
- 126 ha de superfície. En aquest aspecte, és el més gran de Catalunya.
- 2,4 hm³ d'aigua.
- 3,8 metres de profunditat màxima.
- 2150 metres de longitud per 730 metres d'amplada màxima.
- 25 illes de diferents formes i mides.
- 8 ha de canyissar de depuració.
- 3 km d'itineraris naturalístics.

## Geologia
S'assenta en una plana al·luvial amb dipòsits quaternaris, dins una cubeta formada per margues oligocèniques corresponents al rebliment de l'antiga conca lacustre que durant el Terciari ocupava la depressió de l'Ebre. Aquests materials són, bàsicament, argil·lites i gresos (materials que denoten un procés sedimentari en aigües amb poca energia).
A la zona del Pla d'Urgell part dels materials terciaris estan recoberts per antigues terrasses d'origen flúviolacustre que cal datar com a materials plioquaternaris i de potència variable. És aquesta formació que, a causa de l'elevada permeabilitat, actua com a aqüífer i permet la formació de llacunes de tipus endorreic.

## Biodiversitat

### Flora

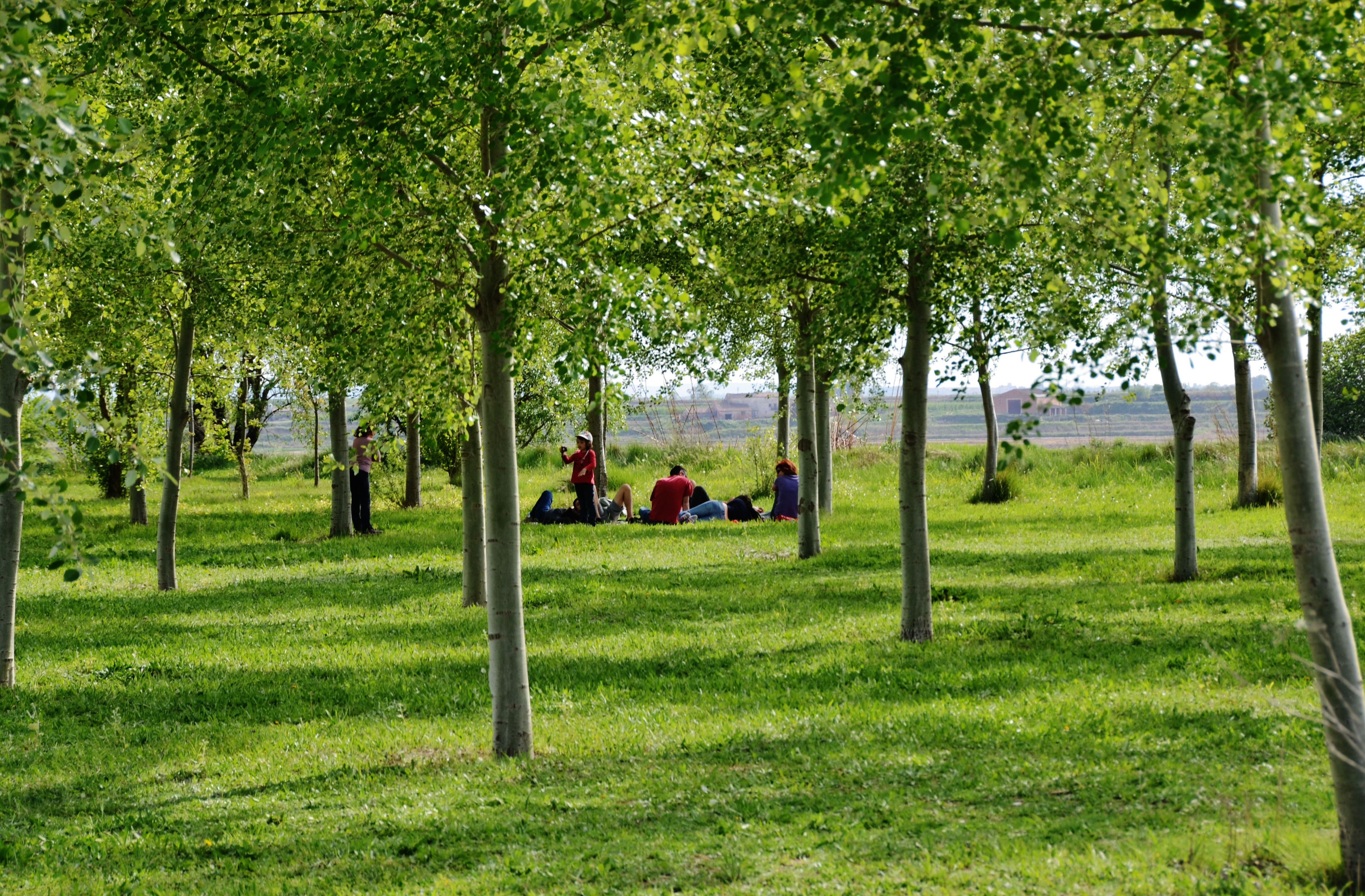
Zona recuperada amb arbrat propi d'ambients humits.

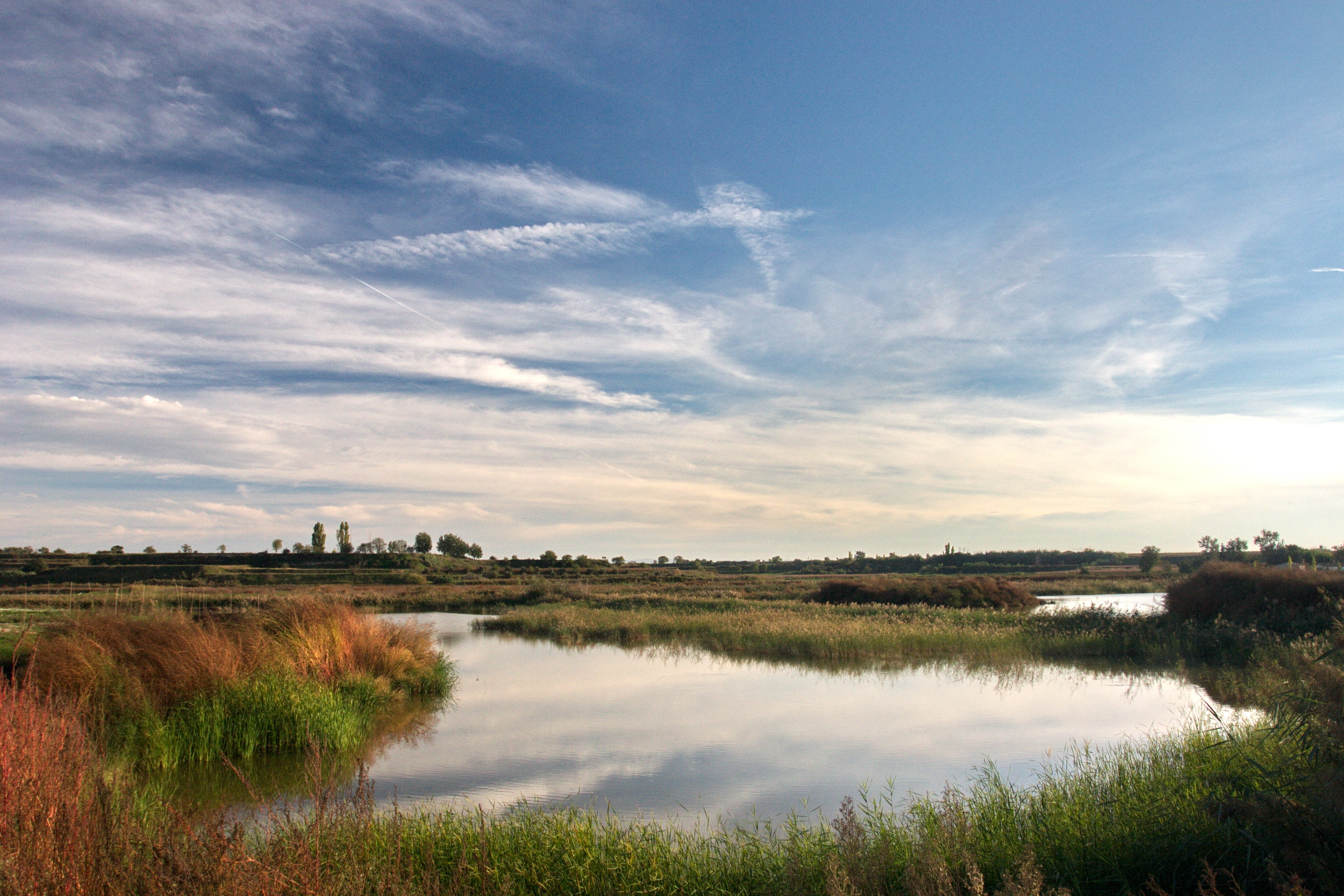
Vista de la vegetació en un dels extrems de l'estany.

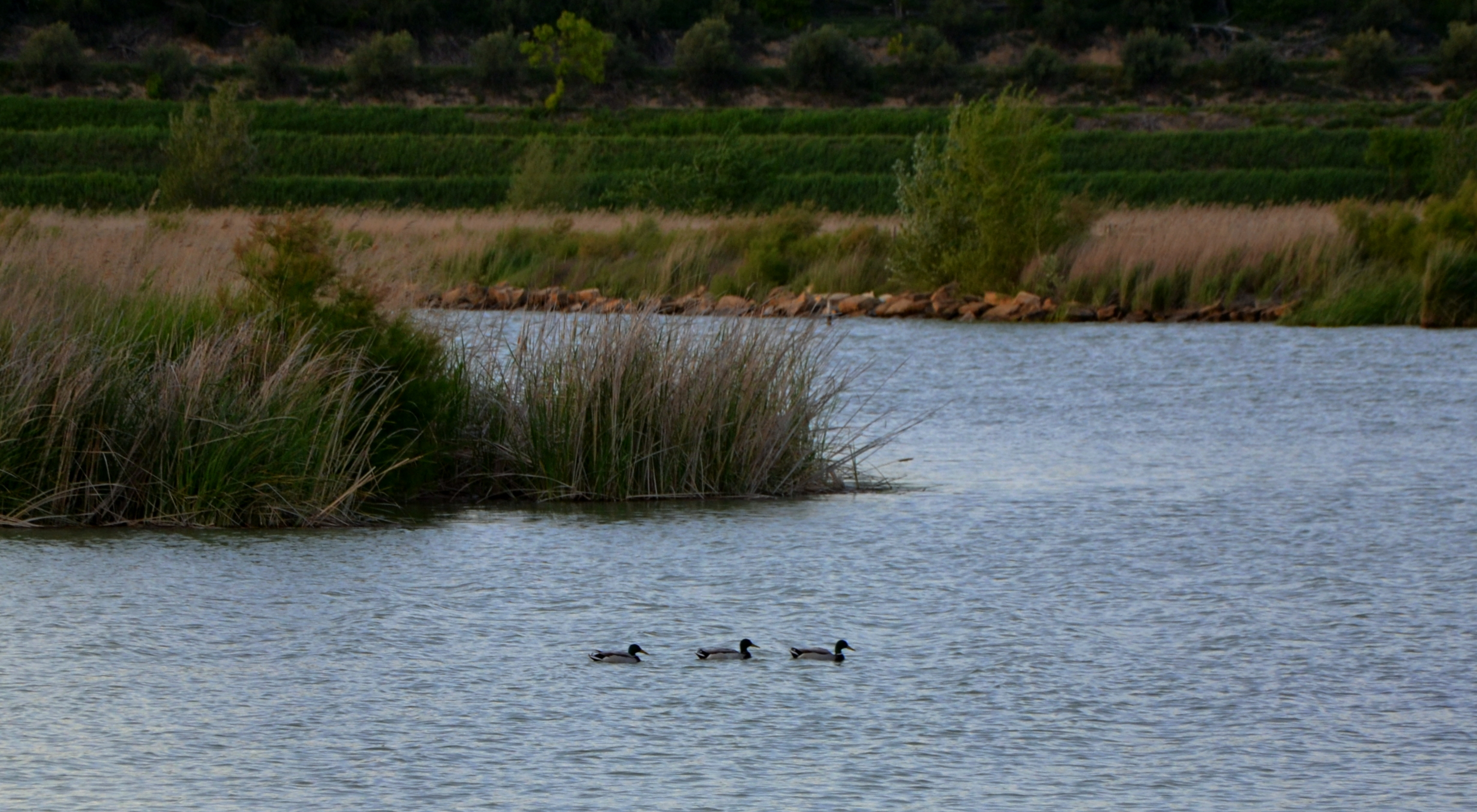
Canyissars i grup d'ànecs.

El paisatge vegetal dels vessants de la cubeta de l'antic estany i de la mateixa cubeta és agrícola.Només en els marges dels camps i en alguna feixa no cultivada, apareixen mostres de vegetació ruderal i arvense, especialment els erms terofítics de l'aliança Agropyro-Lygeion, les timonedes del Rosmarino-Ericion i retalls de comunitats halòfiles i nitrohalòfiles.
Igualment, a l'entorn de l'estany i al llarg de les séquies i canals d'aigua, s'hi desenvolupen comunitats vegetals pròpies de zones humides. Entre aquestes comunitats, cal assenyalar el canyissar (Phragmitetum) i el tamarigar (Tamaricion), tot i que també s'hi localitzen freixes de fulla petita (Fraxinus angustifolia), àlbers (Populus alba), salzes blancs (Salix alba), etc.

### Fauna
Les aus són el grup de vertebrats més ric. La creació d'una gran zona humida de prop de 130 hectàrees de superfície juntament amb els hàbitats naturals recreats facilita un augment de la diversitat d'espècies. En pocs anys, després de la recuperació, se n'han observat més de 225 espècies. Les aus aquàtiques, que es caracteritzen per la seva gran mobilitat i facilitat de colonització, troben aquí una gran diversitat, on cal remarcar diferents espècies associades a canyissar, com la boscarla de canyar (Acrocephalus scirpaceus), el balquer (Acrocephalus arundinaceus). Les aus aquàtiques poblen l'espai, amb la presència de la fotja (Fulica atra), el cabusset (Tachybaptus ruficollis), el cabussó emplomallat (Podiceps cristatus), l'ànec collverd (Anas platyrhynchos), el corriol petit (Charadrius dubius), el camallarga (Himantopus himantopus), una important colònia reproductora de gavina riallera (Larus ridibundus) i altres espècies. També és lloc de cria d'espècies rares com la mallerenga de bigotis (Panurus biarmicus), població de la qual a Catalunya l'any 2008 s'estimava que no superava les dues parelles.
Pel que fa als peixos de l'estany, són diverses les espècies que s'hi troben en bona part fruit d'alliberaments irregulars i algunes procedents del canal, com ara la carpa (Cyprinus carpio), el barb comú (Barbus graellsii) i el gobi (Gobio gobio). Altres espècies que potencialment poden reintroduir-se o colonitzar l'estany són la bagra (Leuciscus cephalus), l'anguila (Anguilla anguilla) la madrilla vera (Chondostroma toxostoma miegii) i la bavosa de riu (Blennius fluviatilis). També són presents a l'estany espècies al·lòctones com l'alburn (Alburnus alburnus), la Truita arc de Sant Martí (Oncorhynchus mykiss), el llucioperca (Sander lucioperca) i la gambúsia (Gambussia affinis).
Els amfibis són representats per la granota verda (Rana perezi), el tòtil (Alytes obstetricans), el gripau d'esperons (Pelobates cultripes), el gripau corredor (Bufo calamita) i el gripau comú (Bufo bufo).
Entre els rèptils, hi ha la colobra d'aigua (Natrix maura) i la serp de collaret (Natrix natrix). Als voltants de l'estany també es troba la serp verda (Malpolon monspessulanus), i la serp blanca (Elaphe scalaris). Cal esmentar la presència en el medi aquàtic de la introduïda tortuga de Florida (Trachemys scripta elegans). Recentment s'ha dut a terme un programa d'introducció de la tortuga d'estany (Emys orbicularis).

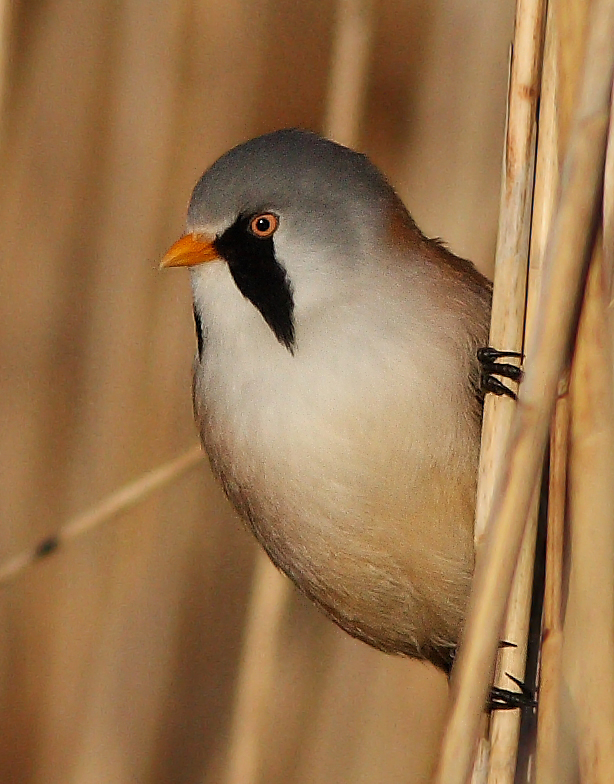
Mallerenga de bigotis (Panurus biarmicus)
Blauet (Alcedo atthis)
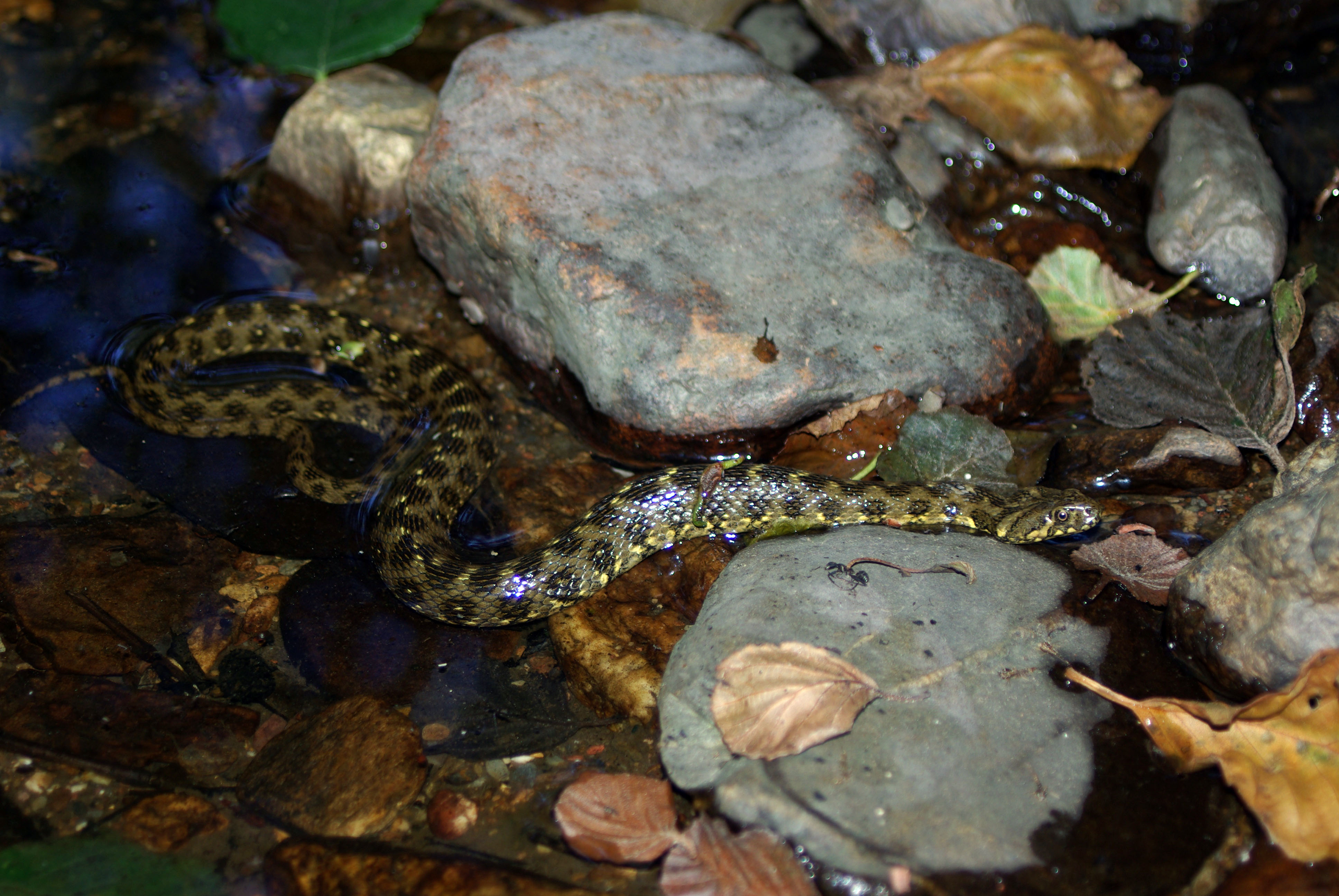
Colobra d'aigua (Natrix maura)
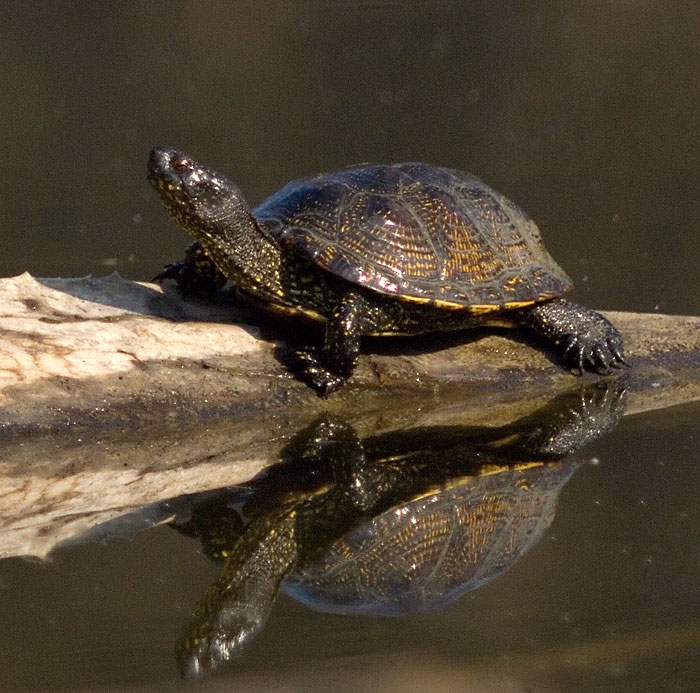
Tortuga d'estany (Emys orbicularis)